# Theodor Weissenberger
Theodor Weissenberger (ur. 21 grudnia 1914 w Mühlheim nad Menem, zm. 10 czerwca 1950 na torze Nürburgring) – niemiecki as myśliwski z okresu II wojny światowej. Służył w Luftwaffe od 1936 do końca II wojny światowej. Odbył ponad 500 lotów bojowych i zgłosił 208 zwycięstw powietrznych. 33 z nich odniósł na Froncie Zachodnim, w tym 7 ciężkich bombowców.
Zginął 10 czerwca 1950 w wypadku samochodowym w trakcie wyścigu na torze Nürburgring.

## Odznaczenia
- Krzyż Rycerski Krzyża Żelaznego z Liśćmi Dębu
  - Krzyż Rycerski – 13 listopada 1942[1]
  - Liście Dębu (nr 266) –  2 sierpnia 1943[1]
- Krzyż Niemiecki w Złocie – 8 września 1942[2]
- Krzyż Żelazny I Klasy
- Krzyż Żelazny II Klasy
- Złota odznaka pilota frontowego Luftwaffe
- Puchar Honorowy Luftwaffe – 28 maja 1942[3]
- Wymieniany dwukrotnie we wspomnieniach imiennych Wehrmachtbericht

Po odniesieniu swojego 200. zwycięstwa został zgłoszony przez Oberstleutnanta Johannesa Steinhoffa do odznaczenia Krzyżem Rycerskim Krzyża Żelaznego z Liśćmi Dębu i Mieczami. Zgłoszenie zostało odrzucone 20 lutego 1945.